# Carmen Meléndez
Carmen Teresa Meléndez Rivas (Barinas, 3 de noviembre de 1961) es una política y militar con el rango de almirante en jefe venezolana. Actualmente se desempeña como Alcaldesa del municipio Libertador de Caracas desde el 2 de diciembre de 2021. Fue gobenadora del estado Lara desde 2017 hasta 2020 cuando fue designada por Nicolás Maduro como la ministra del interior, justicia y paz, cargo que ocupó hasta agosto de 2021, también nombrada protectora del mismo estado. Fue miembro de la Asamblea Nacional Constituyente de 2017.

## Biografía

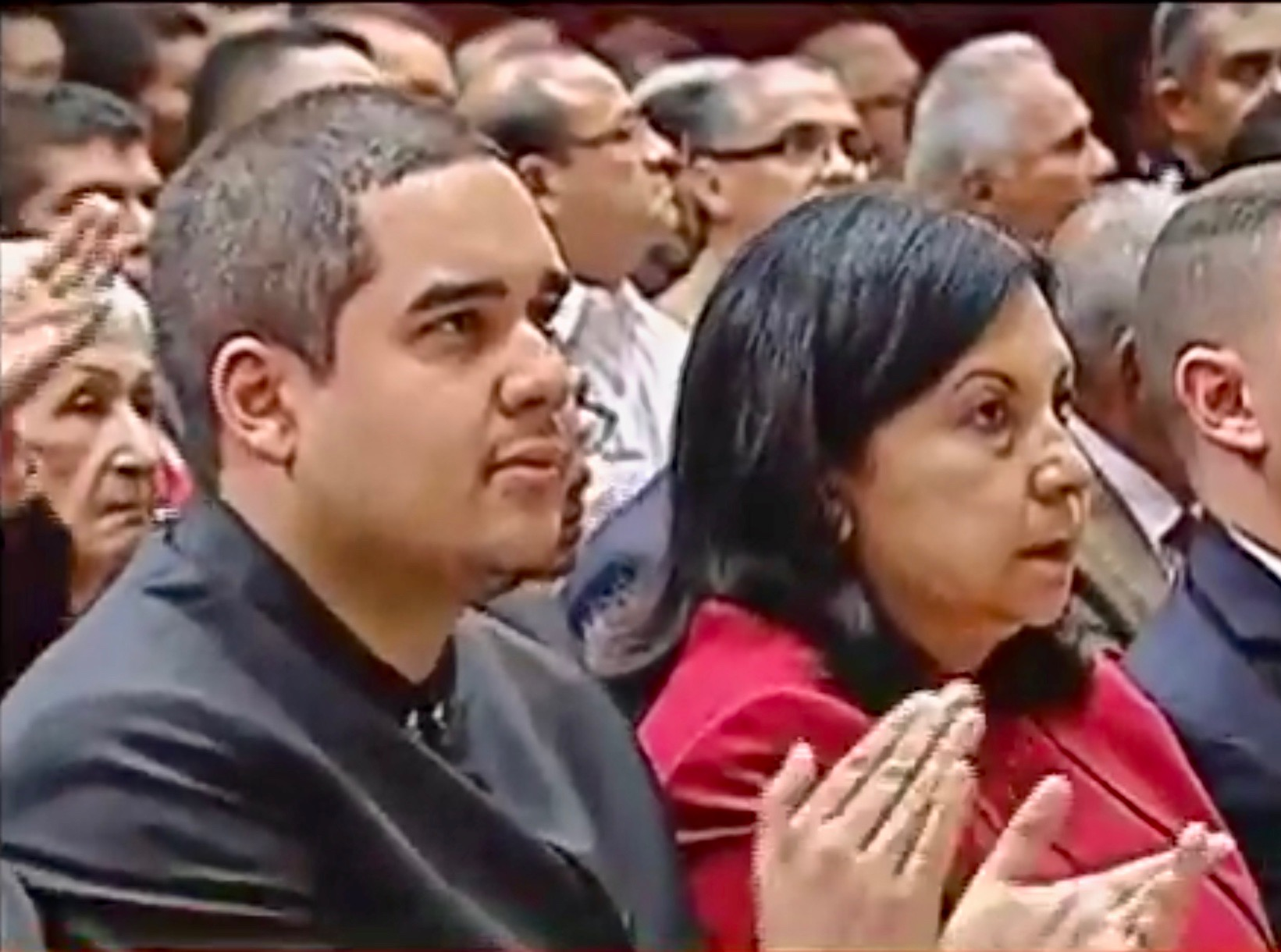
Carmen Meléndez y Nicolás Maduro Guerra.

En agosto de 2003 Hugo Chávez designó a Meléndez tesorera de la Nación, quien ocupó el cargo hasta enero de 2007. Fue directora del FONDEN al mismo tiempo que ocupaba el cargo de tesorera. Entre el año 2005 y 2007 más de 12.000 millones de dólares del erario nacional estuvieron colocados en la filial que el banco privado HSBC tiene en Ginebra. La información se supo gracias a la difusión de la Lista Falciani, una de las mayores filtraciones de la historia. El 7 de julio 2013, Orlando Ochoa, economista y profesor de la Universidad Católica Andrés Bello, invitaba a revisar su gestión como Tesorera cuando Meléndez y Nelson Merentes vendieron a banqueros más de nueve mil millones de dólares en bonos y notas estructuradas, a tasa oficial. Desde abril de 2007 hasta septiembre de ese año pasó a la Dirección de Presupuesto y Programación Financiera de la Armada, y luego a la Dirección de Organización y Desarrollo del Recurso Humano de la Armada hasta 2009.
Meléndez fue viceministra del Ministerio de Educación y luego viceministra del Ministerio de la Defensa. El 3 de julio 2012, el presidente de Venezuela, Hugo Chávez, la promovió al cargo de vicealmirante, donde se convierte en la primera mujer venezolana en recibir está distinción tras haber sido comandante general de Personal de la Fuerza Armada Nacional Bolivariana. 
El 13 de octubre del mismo año, es nombrada Ministra del Despacho de la Presidencia por Hugo Chávez y confirmada mediante decreto nacional el día 15. El 21 de abril de 2013, durante una cadena nacional de radio y televisión, es reafirmada como Ministra de Gestión del Gobierno Bolivariano de Venezuela por el presidente Nicolás Maduro.
El 3 de julio de 2013 el presidente de la república la asciende a almirante en jefe y el 5 de julio de 2013 es nombrada Ministra de Defensa, siendo la primera mujer que ocupa ambos cargos en la historia de Venezuela. De 2014 a 2015 fue Ministra de Relaciones Interiores y Justicia y Paz. El 9 de agosto de 2017, es sancionada por el Departamento del Tesoro de los Estados Unidos, inmovilizando bienes en este país.
Para el 15 de octubre de 2017, es elegida gobernadora del Estado Lara en elección regionales. En 2020 regresa como titular del Ministerio de Relaciones Interiores, Justicia y Paz. Dictó la cátedra "Logística Naval" al personal de guardiamarinas durante el semestre del año académico 1990-1991.
Estuvo casada con el almirante Orlando Maniglia, con quien tuvo tres hijos, Sofía, Biaggio y Román. 

## Alcaldesa de Caracas (2021-2029)
A pesar que ganó las Elecciones regionales de Venezuela de 2021, la alcaldía de la capital venezolana Caracas, se convirtió en la segunda mujer en ser electa para ese cargo y la tercera mujer alcaldesa en asumir después de Erika Farías en 2017 y Caryslia Rodríguez que está última ejerció provisionalmente hasta su toma de posesión el 2 de Diciembre del 2021.
Su gestión como Alcaldesa de Caracas, continuando con las gestiones chavistas desde 2000 que ocupó la alcaldía del Municipio Libertador de Caracas. También en abril del 2022 en el marco de los 20 años del Golpe de Estado del 2002 en Venezuela, la abrobación de un nuevo escudo, nuevo himno y nueva bandera a la Capital Venezolana.

## Cargos recientes
- Jefa de Administración de Personal de la Armada desde 2009 hasta 2010.
- Comandante Naval de Educación de la Armada desde 2010 hasta 2011.
- Comandante Naval de Personal de la Armada desde 2011 hasta 2012.
- Viceministra de Educación para la Defensa desde julio hasta octubre de 2012.
- Ministra del Despacho y Seguimiento de la Gestión de Gobierno desde octubre de 2012 hasta julio de 2013.
- Ministra de la Defensa desde julio de 2013 hasta octubre de 2014.
- Constituyentista a la Asamblea Nacional Constituyente de Venezuela de 2017 del 30 de julio de 2017 hasta el 15 de octubre del mismo año.
- Gobernadora del estado Lara par el período 2017-2020.
- Ministra de Relaciones Interiores, Justicia y Paz (2014-2015, 2020-2021).

## Condecoraciones
- Orden del Libertador; Grado Caballero.
- Orden Francisco de Miranda; segunda clase.
- Condecoración Bicentenario del 19 de abril.
- Condecoración Manuela Sáenz; única clase.
- Condecoración Orden Rafael Urdaneta; segunda clase.
- Cruz de la Fuerza Aérea; segunda clase.
- Cruz de la Casa Militar.
- Orden Ciudad de Maracaibo; única clase.
- Orden Ciudad de Barinas; primera clase.
- Orden Guaicaipuro; única clase.
- Orden al Mérito Estrella de Carabobo; única clase; ejército.
- Orden al Mérito Aeronáutico Teniente Carlos Meyer Baldó; única clase; aviación.
- Orden Congreso de Angostura
- Medalla Coronela Manuela Sáenz.
- Medalla al Mérito. Servicios Distinguidos. Sanidad Militar; única clase.
- Medalla Alma Mater CA. José María García; única clase; armada.
- Medalla Naval Almirante Luis Brión; única clase; armada.
- Medalla al Mérito; CODAFAN.
- Medalla al Mérito; primera clase; FUNDAJER; ejército.